# Mörigen
Mörigen (in einheimischer Mundart Mörge [ˈmœɾg̊ə], französisch Morenges) ist eine politische Gemeinde mit je eigener Einwohner- und Burgergemeinde im Verwaltungskreis Biel/Bienne des Schweizer Kantons Bern.

## Geographie
Mörigen liegt im Berner Seeland am Südufer des Bielersees. Die Nachbargemeinden von Norden beginnend im Uhrzeigersinn sind Sutz-Lattrigen, Hermrigen, Epsach und Täuffelen.

## Bevölkerung
Mörigen ist zu 92,6 % eine deutschsprachige Gemeinde, 6,1 % der Bevölkerung ist französischsprachig.

## Politik
Gemeindepräsident ist Stefan Gerber (Stand 2025).
Die Stimmenanteile der Parteien anlässlich der Nationalratswahl 2023 betrugen: SVP 37,0 % (+3,5 %), FDP 17,8 % (−4,2 %), glp 13,2 % (+2,6 %), SP 11,5 % (+3,3 %), Mitte 9,9 % (−1,1 %), GPS 5,6 % (−3,8 %), EVP 2,0 % (−0,3 %), EDU 0,7 % (+0,4 %).

## Versorgung
Wasser
Mörigen ist eine Verbandsgemeinde der Seeländischen Wasserversorgung.

## Verkehr
Das Dorf besitzt eine Haltestelle der Aare Seeland mobil (ASM).

## Schulen
Die Primarschule der ersten bis sechsten Klasse wird zusammen mit derjenigen von Sutz-Lattrigen geführt. In beiden Gemeinden wird je eine Kindergartenklasse unterrichtet. Je nach Schulstufe besuchen die Kinder die Schule entweder in Mörigen oder in Sutz-Lattrigen. Von der 7. bis zur 9. Klasse besuchen die Jugendlichen die Schule am Oberstufenzentrum in Täuffelen.

## Geschichte
Im Jahre 1843 entdeckte Albert Jahn eine bronzezeitliche Pfahlbausiedlung, die im Uferbereich des Bielersees liegt. Die dereinst gemachten Funde bildeten den Grundstock des Museums Schwab in Biel, des Laténium in Hauterive und des Schweizerischen Landesmuseums. Zu den Fundstücken, teils aus späteren archäologischen Grabungen, gehören u. a. Fibeln, Pferdetrensen, Waffen und Werkzeuge. Nach diesem Fundort ist ein bronzezeitlicher Schwerttyp benannt worden (Schwert vom Mörigen-Typ oder Mörigen-Schwerter).
An der nördlichen Gemeindegrenze wurden Siedlungsreste aus der Römerzeit gefunden, am Seeufer Gräber aus dem Frühmittelalter. Der Ortsname erscheint ab 1196 zunächst als Herkunftsbezeichnung zu den Personennamen Burc(h)ardus/Jacobus de Moringe(n)/Moringin/Muͤringen/M(u)oringun/Morens/Morans. Es handelt sich um eine Ableitung mit dem Zugehörigkeitssuffix -ing- zum lateinischen Personennamen Maurus/Mauro/Mōro. 1398 gelangte Mörigen an Bern und gehörte zum Gerichtsviertel Lattrigen der Landvogtei Nidau.

## Persönlichkeiten
- Franz Gertsch (1930–2022), Maler und Grafiker

## Bilder

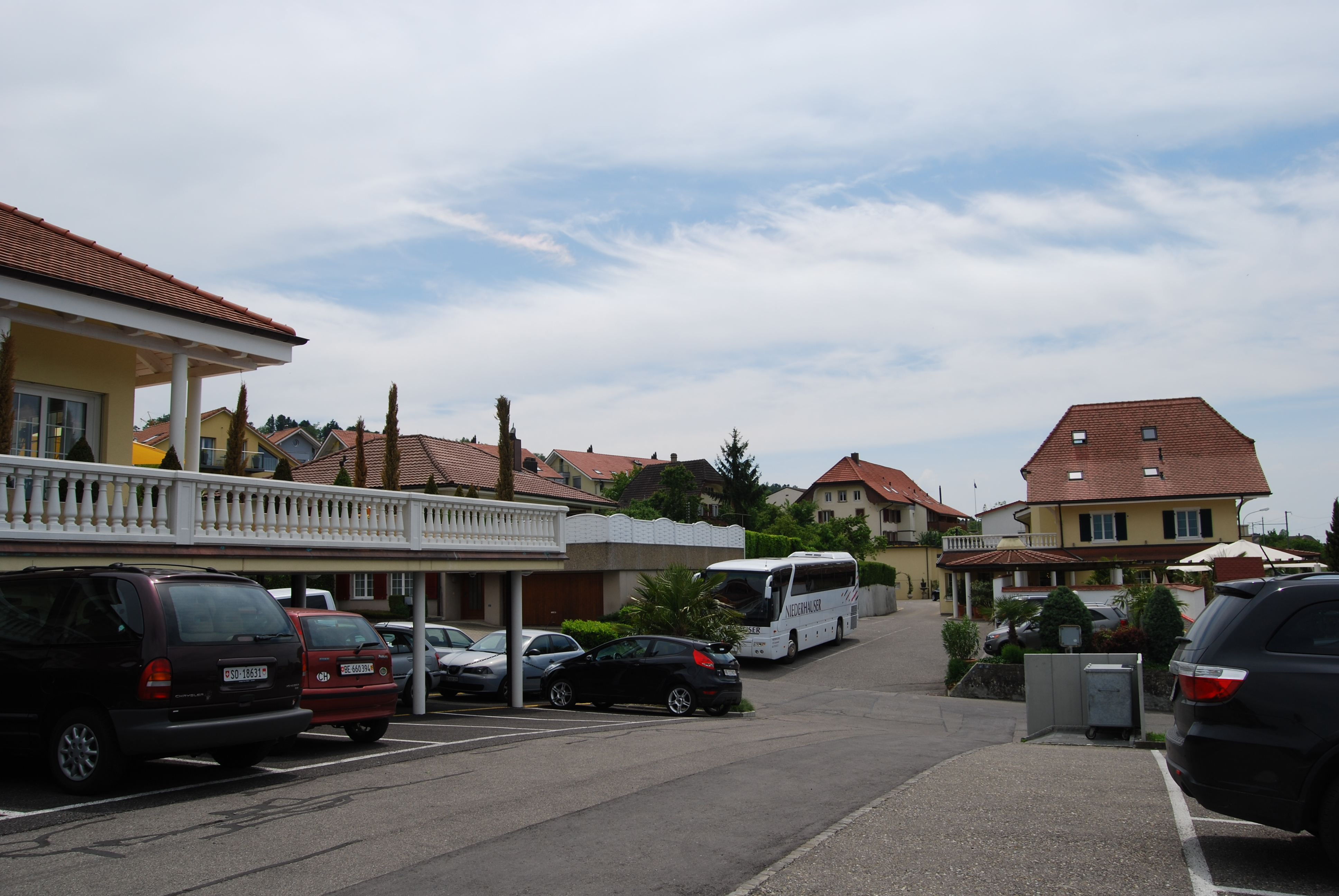
Quartierstrasse oberhalb der Bahnstation
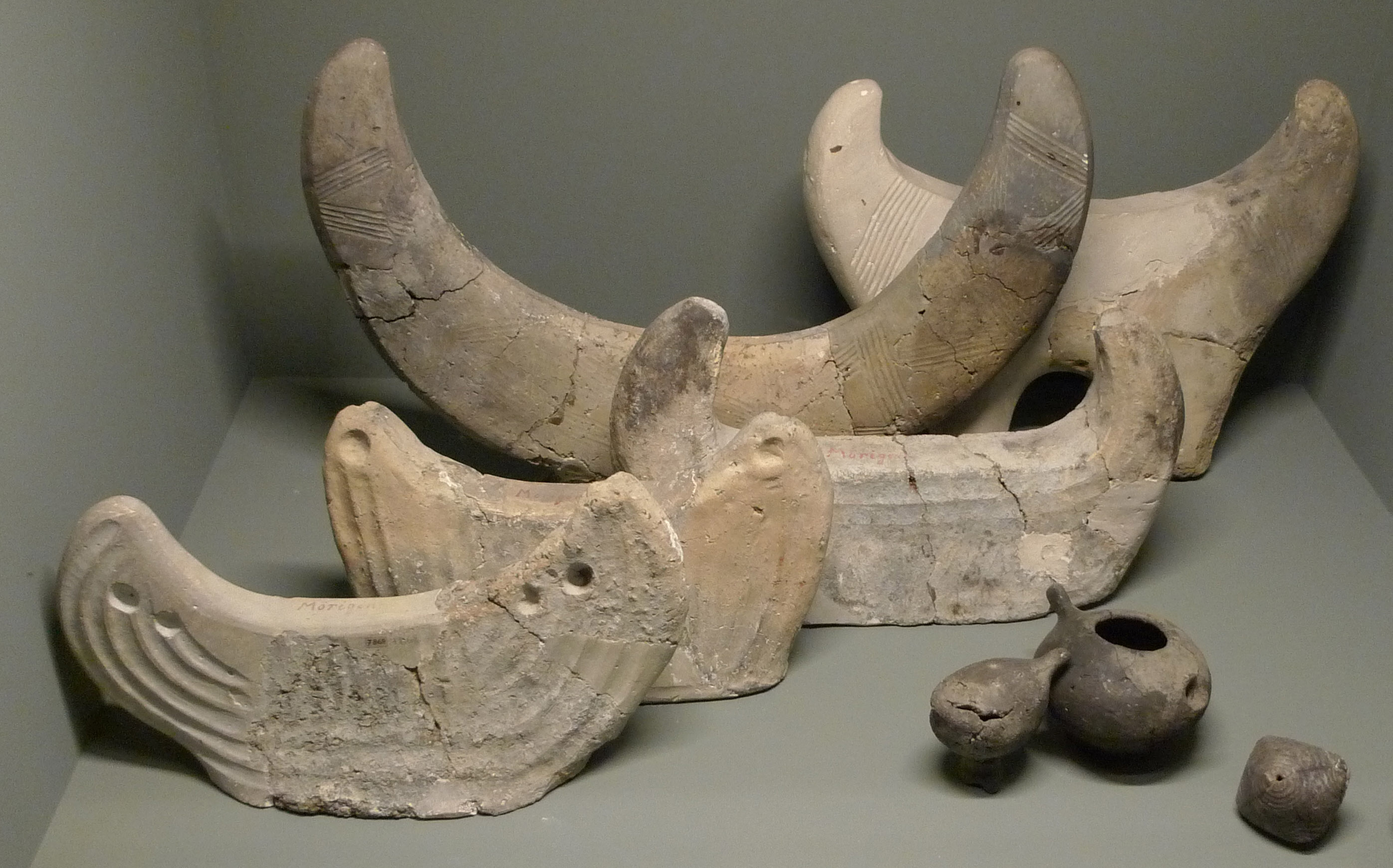
Die bronzezeitlichen Mondhörner von Mörigen
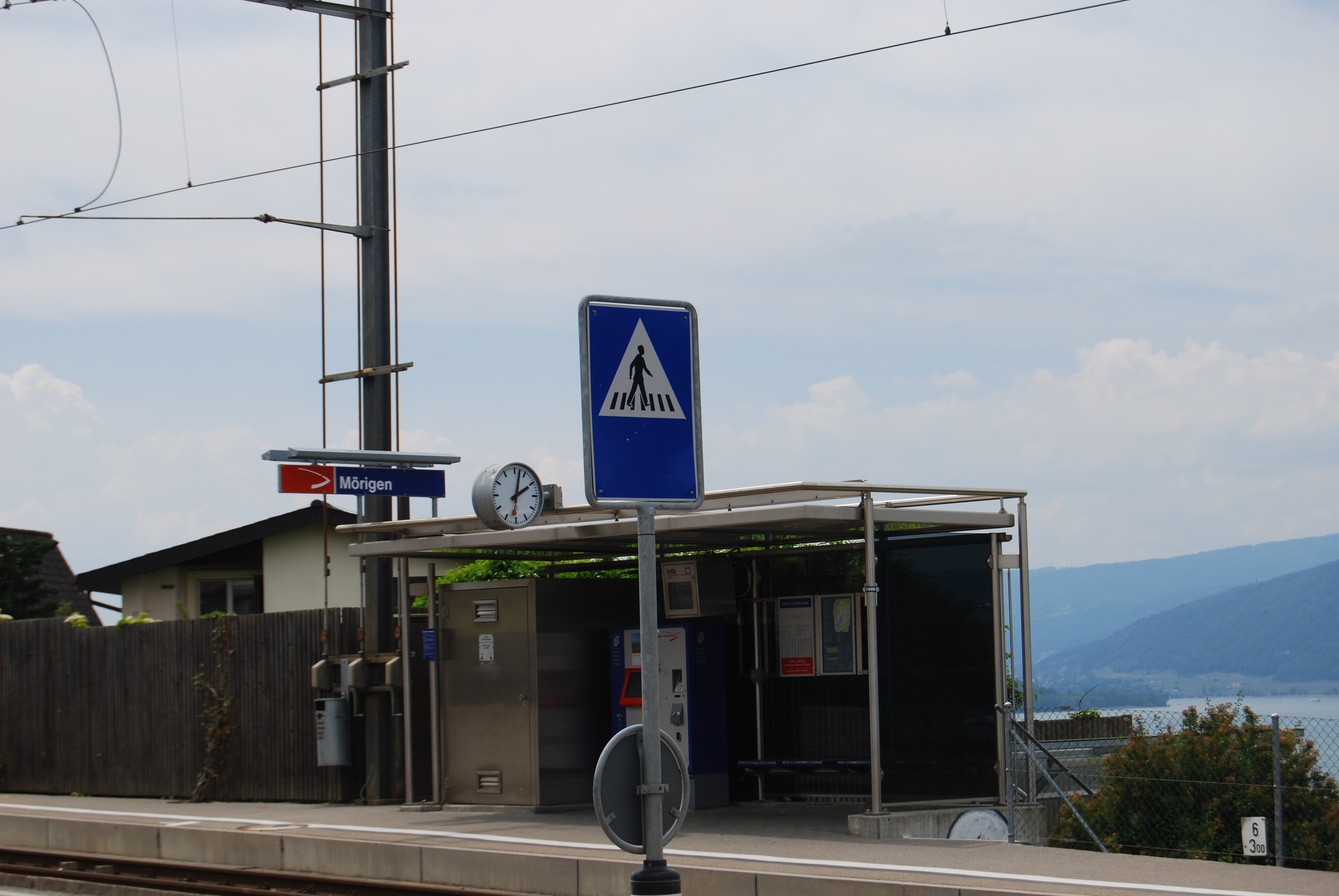
BTI-Haltestelle